# Yitskhok Rudashevski
Œuvres principales
The diary of the Vilna ghetto
Yitskhok Rudashevski (ou Yitzkhok Rodaszewski) né à Vilnius, alors en Pologne, le 10 décembre 1927 et exécuté par les Allemands dans le Ghetto de Vilnius lors du Massacre de Ponary, le 1er octobre 1943 était un adolescent qui tint un journal durant la Seconde Guerre mondiale sur la vie dans le Ghetto. Son manuscrit, écrit en Yiddish, redécouvert par sa cousine en 1944, est publié en hébreu en 1968 puis, en anglais en 1973 et en français en mars 2016.

## Éléments biographiques
Yitzkhok était l'unique enfant d'Eliahu Rudashevski et de Roza Voloshin. Le papa était typographiste pour un grand journal en Yiddish et la maman exerçait une activité de couturière. Yitzkhok vécut une enfance relativement confortable. Il faisait partie d'une très grande famille, très soudée. Ils vivaient à Vilnius, à l'époque en Pologne. Haut lieu de la culture et de l'éducation juives, l'importante communauté comportait 80 000 individus. En 1941, Yitzkhok termine avec fruit sa première année dans le prestigieux Realgymnasium de la ville. Bon élève, ses matières de prédilection étaient la littérature et l'histoire. Les Allemands envahissent Vilnius en juin 1941. En juillet, ils envoient dans la forêt de Ponary, à 16 kilomètres de là, 35 000 juifs qui se voient contraints de creuser leur propre sépulture avant d'être massacrés. En septembre 1941, les juifs restants sont parqués dans deux ghettos. Le plus petit d'entre eux est rapidement fermé après que ses résidents eurent été tués. Les conditions de vie étaient horribles dans le ghetto. Le manque de nourriture, les conditions sanitaires déplorables, les brutalités allemandes et les rafles arbitraires étaient le quotidien de ceux qui avaient survécu jusque-là. Pourtant, malgré cela, le ghetto s'était organisé et maintenait une certaine vie culturelle. Yitzkhok put même poursuivre pendant deux ans ses études dans une école clandestine. Durant ses temps libres, il continue à écrire son journal pour décrire la vie dans le ghetto. Tandis que les Allemands continuaient à organiser des convois vers la forêt de Ponary, un important réseau de résistance armée planifiait une rébellion contre l'occupant. Dénoncés, ils durent prendre la fuite dans les forêts avoisinantes. En août 1943, toujours dans l'idée de vider le ghetto de ses habitants, ils envoyèrent de nombreux juifs en Estonie. En septembre 1943, ils décidèrent d'éliminer les juifs qui restaient encore dans le ghetto. Yitzkhok et ses parents avaient trouvé refuge dans une cache aménagée dans le grenier de son oncle, où il vivait avec sa famille et cinq autres personnes. Le 1er octobre 1943, les Allemands découvrent la cache, ils sont tous emmenés vers la forêt et exécutés. Seule Sore, sa cousine, parvint à s'échapper et rejoignit les partisans dans le maquis. C'est elle qui découvrira, en 1944, les feuillets manuscrits d'Yitzkhok.

## Son journal
C'est la lecture des Misérables de Victor Hugo à l'âge de huit ans, explique-t-il dans son journal, qui l'a déterminé à écrire. Il tint son journal, en Yiddish, de juin 1941 à avril 1943. Il comporte 204 feuillets qui sont désormais conservés au Yivo institute for Jewish research à New York. Son Journal est publié en hébreu en 1968 puis, en anglais en 1973 et en français en mars 2016.

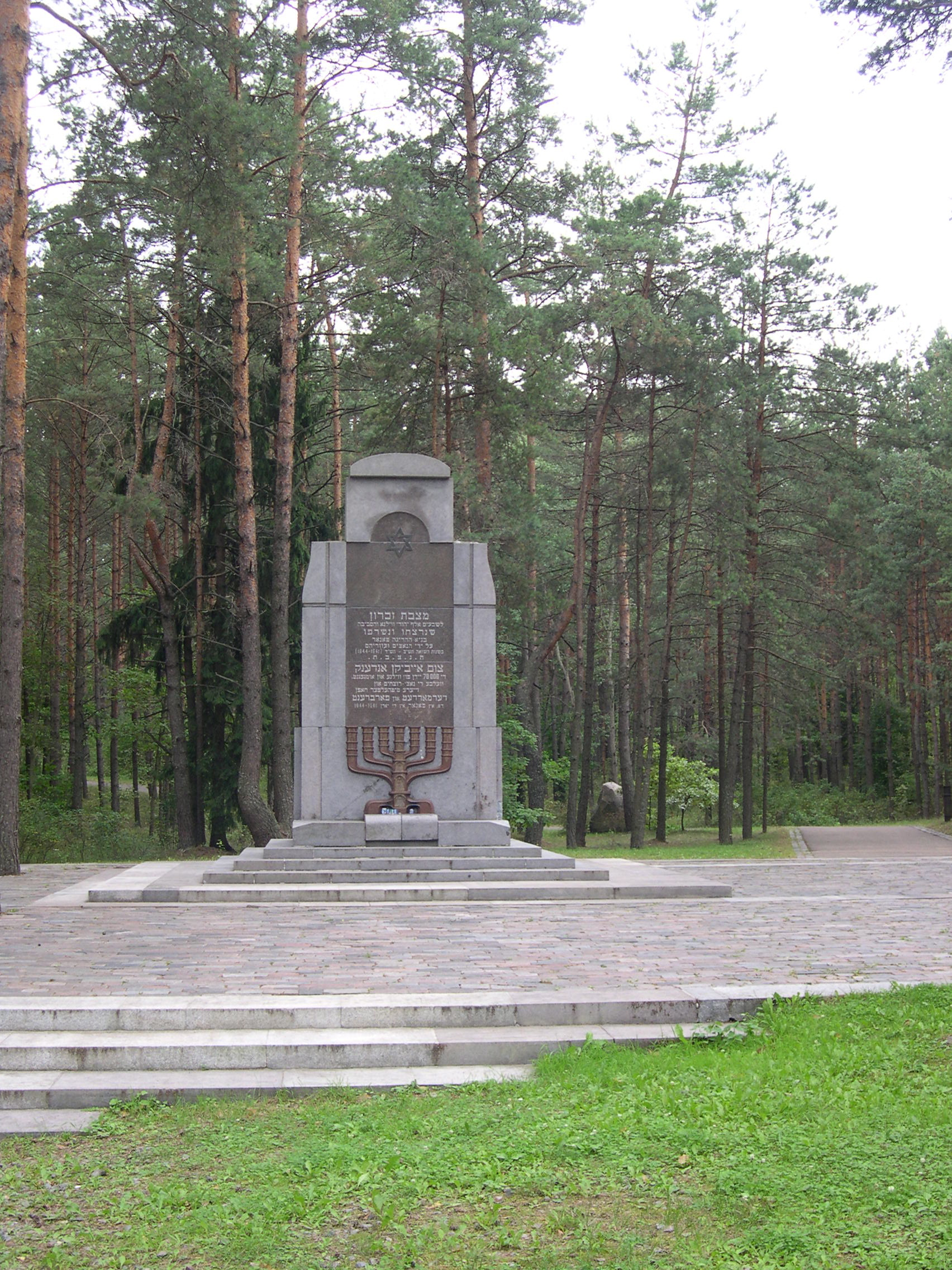
Monument dédié aux victimes juives de Ponary

Voici ce qu'il écrivait le jour de ses quinze ans:

« Mercredi, le 10 décembre 1942
Voici que je m’aperçois qu'aujourd'hui c'est mon anniversaire. Aujourd'hui, j'ai quinze ans. Vous prenez conscience que le temps passe. Il - le temps - court sans que l'on y prête attention et soudain, comme je le fais aujourd'hui, vous réalisez et découvrez que les jours, les mois passent; que le ghetto n'est pas un douloureux et pénible moment d'un rêve qui disparaîtrait constamment mais un large marécage qui engloutit nos jours et nos semaines. Aujourd'hui, je suis très absorbé par cette pensée. Je décide de ne pas perdre mon temps en vain dans ce ghetto et d'une certaine manière, je suis heureux de pouvoir étudier, lire et me développer et de m'apercevoir que le temps ne reste pas finalement immobile comme j'ai tendance à le percevoir d'ordinaire. Dans ma vie de tous les jours dans le ghetto, j'ai l'impression de vivre normalement mais souvent j'éprouve de grandes inquiétudes. Certainement, j'aurais pu vivre mieux. Suis-je condamné à ne voir que les murs et les portes de ce ghetto? Ne verrai-je durant mes meilleures années que cette petite rue, que ces cours étouffantes?
D'autres pensées bourdonnent tout autour dans ma tête. Deux d'entre elles plus fortement: un regret, lancinant. Je voudrais crier au temps de suspendre son cours. Je voudrais récupérer cette dernière année pour plus tard, pour une nouvelle vie. Mon second sentiment aujourd'hui est fait de force et d'espoir. Je ne ressens pas le moindre désespoir. Aujourd'hui, j'ai quinze ans et je vis confiant en l'avenir. Je ne suis pas en conflit avec lui et vois devant moi du soleil, du soleil, du soleil... »

## Sa famille

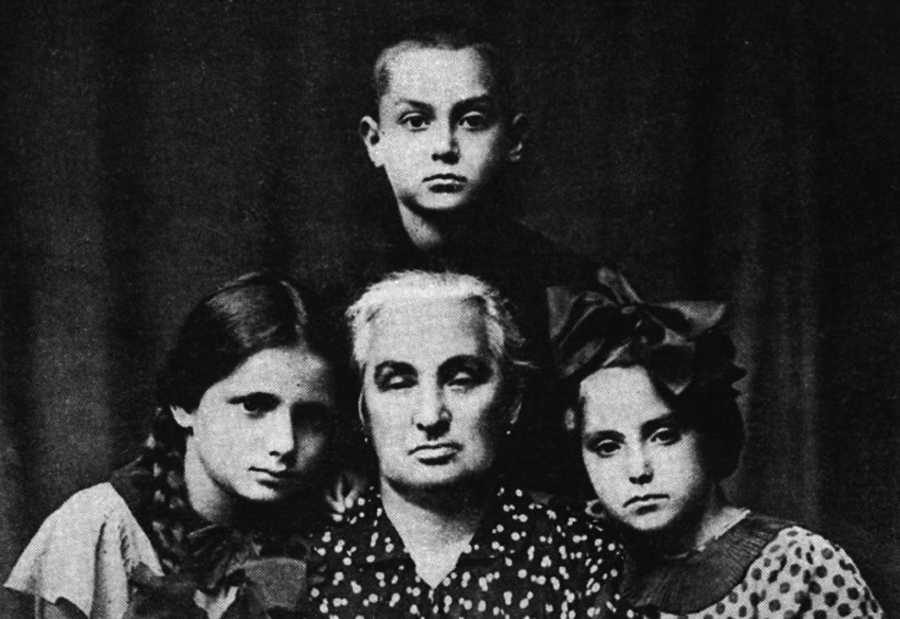
Yitskhok Rudashevski avec sa grand-mère et ses deux cousines.

| Famille              | Parenté               | Date de naissance | Devenir                                     |
| -------------------- | --------------------- | ----------------- | ------------------------------------------- |
| Eliahu Rudashevski   | Papa                  |                   | Exécuté le 1er octobre 1943                 |
| Roza Voloshin        | Maman                 |                   | Exécutée le 1er octobre 1943                |
|                      | Grand mère maternelle |                   |                                             |
| Yitzkhok Rudashevski |                       | 10 décembre 1927  | Exécuté le 1er octobre 1943                 |
| Cousins              |                       |                   |                                             |
| Sore Voloshin        | Cousine               |                   | découvre le manuscrit de son cousin en 1944 |

## Publication
- Isaac Rudashevski, The diary of the Vilna ghetto, June 1941-April 1943, Ghetto Fighters' House, Tel Aviv, 1973. Traduit depuis la version manuscrite en Yiddish et rédigé sur base de l'édition en hébreu par Percy Matenko.